# تکئو
تکئو شهری در کشور کامبوج است که جزو تقسیمات اداری استان تکئو محسوب می‌شود و جمعیت آن براساس سرشماری سال ۱۹۹۸ میلادی ۳۹٫۱۸۶ نفر بوده که در سال ۲۰۰۵ میلادی به ۴۴٫۶۷۶ نفر افزایش یافته‌است.